# Araneus gemmoides
Araneus gemmoides là một loài nhện trong họ Araneidae.
Loài này thuộc chi Araneus. Araneus gemmoides được Ralph Vary Chamberlin & Wilton Ivie miêu tả năm 1935.

## Hình ảnh

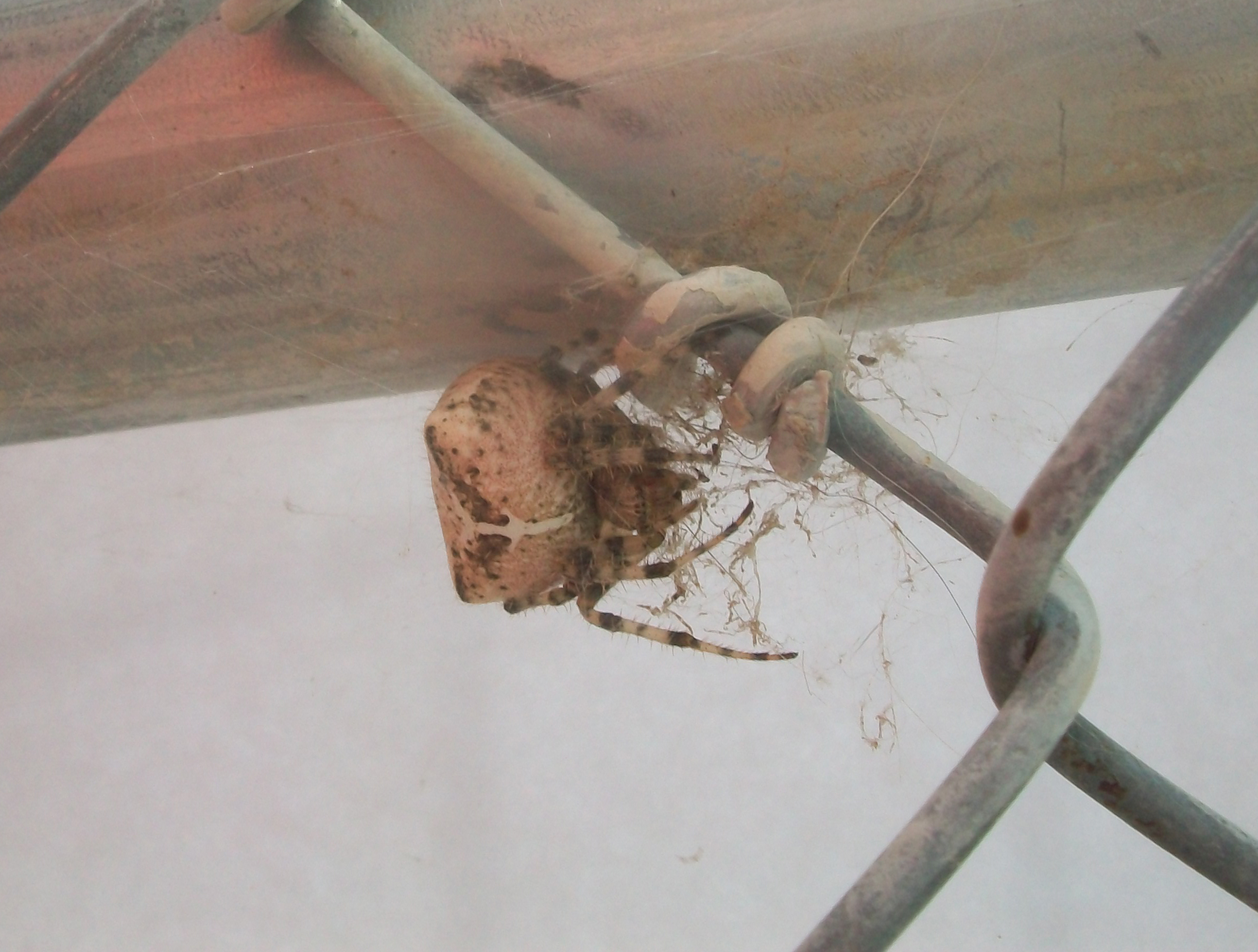
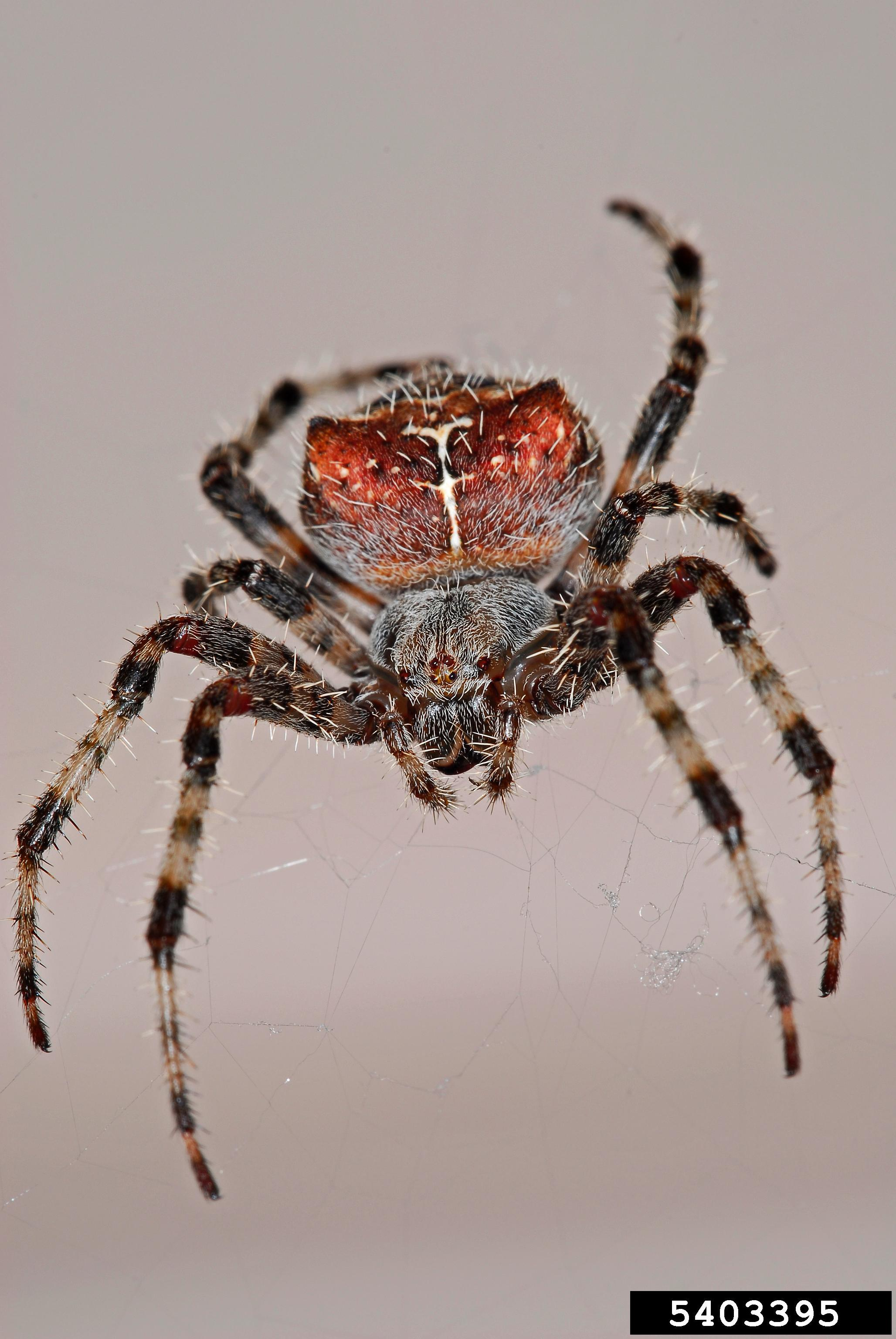
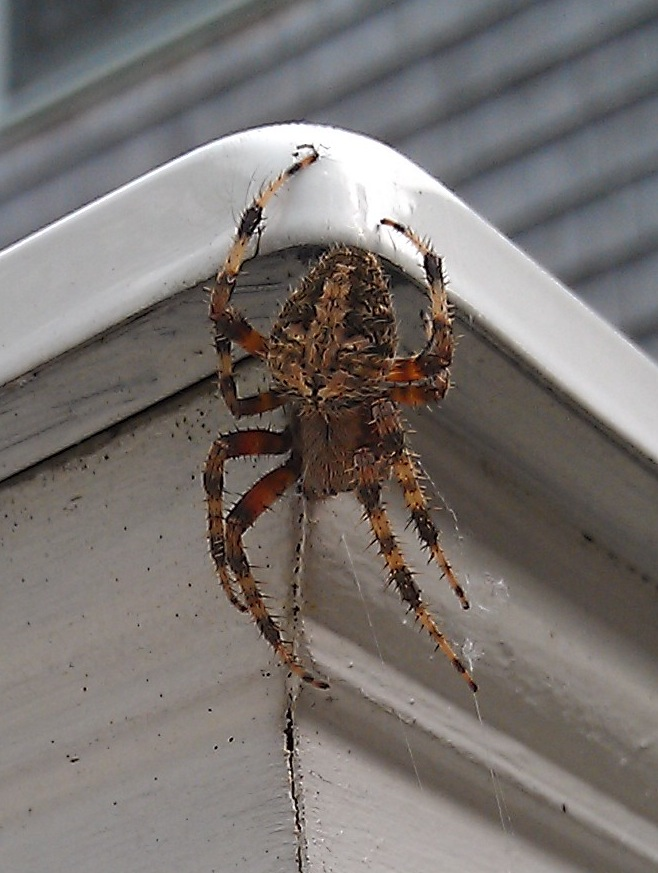